# Rangierhilfe
Eine Rangierhilfe (auch Mover) ist eine Einrichtung, um ein antriebsloses Fahrzeug über kurze Strecken mit niedriger Geschwindigkeit zu bewegen.

## Aufbau fest montierter Rangierhilfen

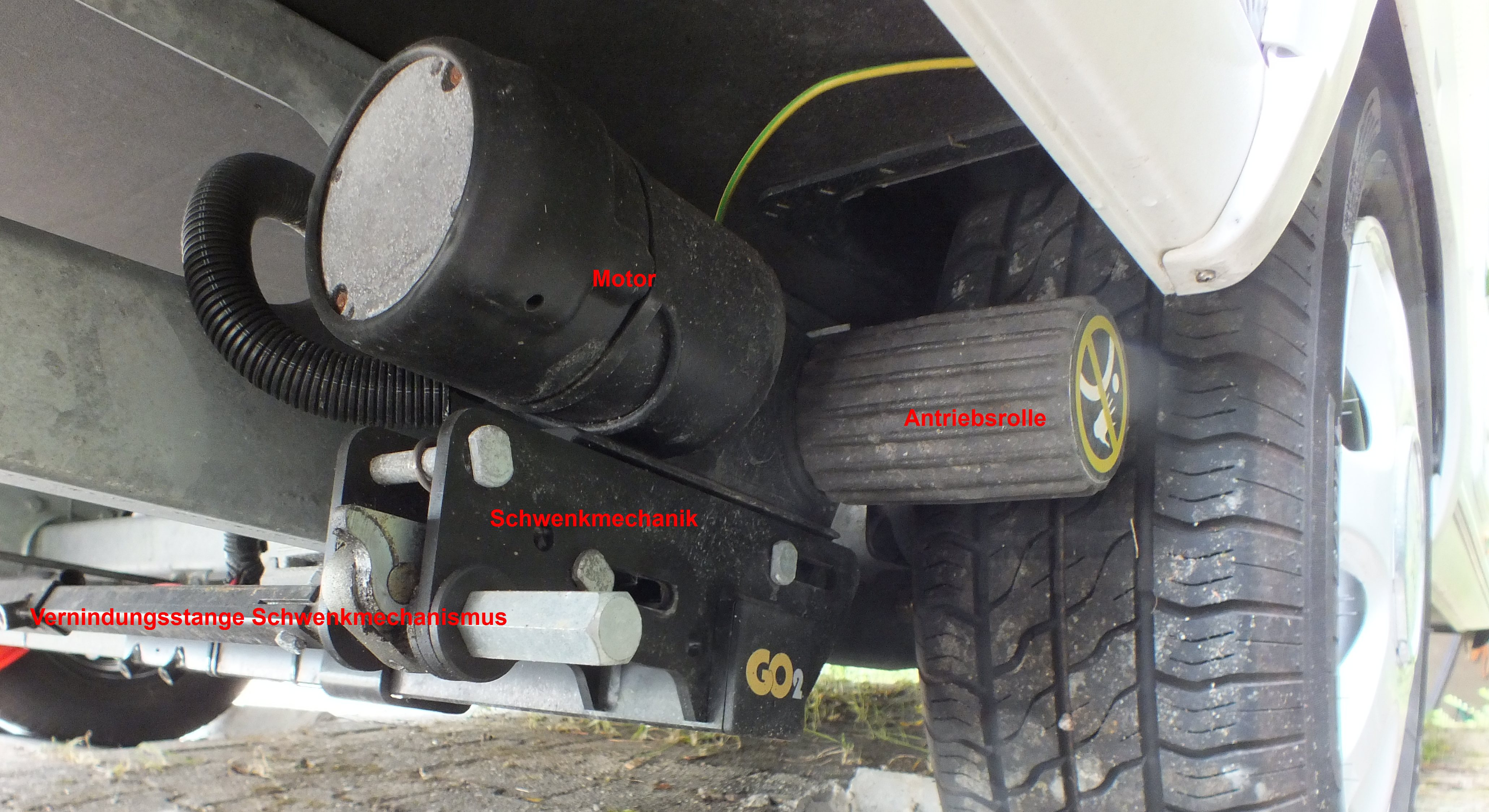
Rangierhilfe (Mover), fest montiert

Die Rangierhilfe besteht aus der eigentlichen Antriebseinheit, einem Steuergerät, einem Akkumulator mit Ladegerät und einer Fernbedienung. Die Antriebseinheit wird vor oder hinter den Rädern des Fahrzeuges am Rahmen montiert. Sie besteht aus den Elektromotoren, den Antriebsrollen und dem Schwenkmechanismus. Die Antriebsrollen werden manuell – im Regelfall über eine Verbindungsstange gemeinsam – oder über einen Servomotor an die Räder geschwenkt.
Das Steuergerät kommuniziert mit der Fernbedienung (auch als App für das Smartphone) und setzt die Steuerbefehle der Fernbedienung in Freigaben für die Antriebsmotoren um. Über die Fernbedienung lässt sich die Rangierhilfe in Betrieb nehmen (vorwärts, rückwärts, schwenken).
Der Akkumulator stellt die elektrische Leistung zum Betrieb der Motoren bereit.

## Anbau fest montierter Rangierhilfen
Den meisten Rangierhilfen liegen Freigaben (ABE) für gängige Rahmenbauformen und detaillierte Einbauanleitungen bei. Gegebenenfalls müssen Adaptersätze verwendet werden. Die Leermasse des Anhängers erhöht sich durch den Einbau der Rangierhilfe beträchtlich (40 kg und mehr; je nach Ausführung).

## Betrieb fest montierter Rangierhilfen

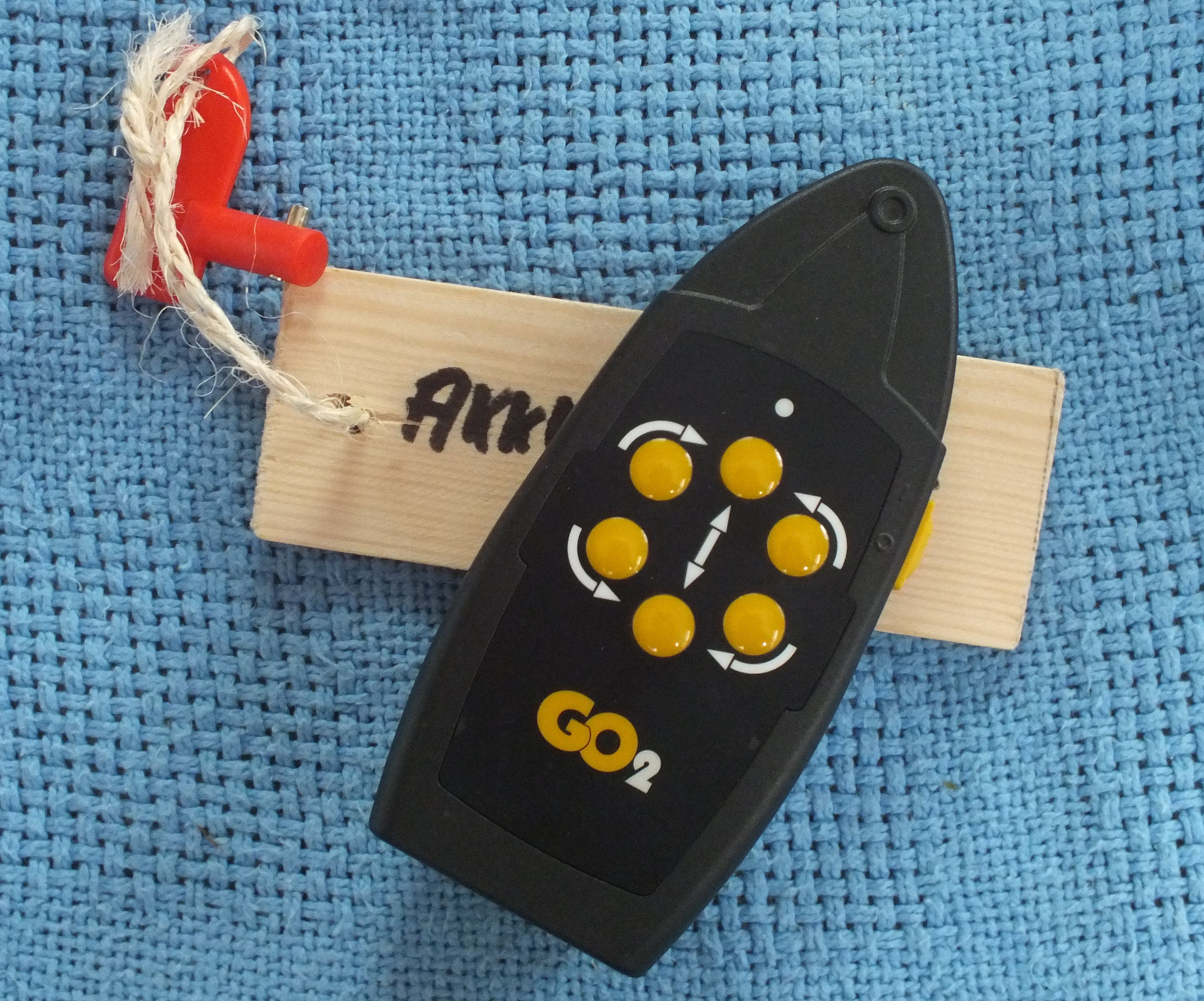
Fernbedienung einer Rangierhilfe und Hauptschalter Akku

Nach dem Einschalten der Stromversorgung (Hauptschalter, „Natoknochen“ oder per Bedienfeld) und der Fernbedienung synchronisieren sich Fernbedienung und Steuergerät. Die Antriebsrollen werden manuell oder über Servos in die Betriebsstellung gebracht (vordefinierte Position oder vordefinierter Anpressdruck). Der Anhänger kann nun über die Tasten der Fernbedienung bewegt werden. Ein „Softstart“ zur Schonung der Aufhängung und des Chassis ist die Regel. Gängige Steigungen können – in Abhängigkeit von der Masse des Anhängers – bewältigt werden. Bei angeschwenkten Antriebsrollen wird der Anhänger auch an Gefällen gehalten.

## Aufbau externer Rangierhilfen
Diese Bauform einer Rangierhilfe enthält den Antrieb über Gummi-Raupenbänder, den Akkumulator und das Steuergerät in einer Einheit. Wie fest montierte Rangierhilfen, wird auch die externe Rangierhilfe über eine Fernbedienung betrieben. Das Gewicht beträgt 20–40 kg.

## Betrieb externer Rangierhilfen
Externe Rangierhilfen werden unter der Deichsel des Anhängers mit diesem verbunden (ggf. ist hierfür eine Aufnahme zu montieren). Gegenüber fest montierten Rangierhilfen zeigen externe Rangierhilfen einige Einschränkungen: Die Beschaffenheit des Untergrundes hat einen größeren Einfluss. Beim Rangieren an Steigungen sind einige Sicherheitsmaßnahmen zu beachten.